# Tour der schottischen Rugby-Union-Nationalmannschaft nach Japan 1989
| Tour der Schotten nach Japan 1989 | Tour der Schotten nach Japan 1989 | Tour der Schotten nach Japan 1989 | Tour der Schotten nach Japan 1989 | Tour der Schotten nach Japan 1989 |
| Übersicht                         | S                                 | G                                 | U                                 | N                                 |
| --------------------------------- | --------------------------------- | --------------------------------- | --------------------------------- | --------------------------------- |
| Sonstige Spiele                   | 5                                 | 4                                 | 0                                 | 1                                 |
| Gesamt                            | 5                                 | 4                                 | 0                                 | 1                                 |

Die Tour der schottischen Rugby-Union-Nationalmannschaft nach Japan 1989 umfasste eine Reihe von Freundschaftsspielen der schottischen Rugby-Union-Nationalmannschaft. Sie reiste im Mai 1989 durch Japan und bestritt während dieser Zeit fünf Spiele. Darunter war ein nicht als Test Match gewertetes Länderspiel gegen die japanische Nationalmannschaft, das mit einer Niederlage endete. Hinzu kamen vier weitere Spiele gegen Auswahlteams, von denen die Schotten alle gewannen. Diese Tour war experimenteller Natur, da mehrere Stammspieler an der kurz darauf beginnenden Australien-Tour der British Lions teilnahmen.

## Spielplan
- Hintergrundfarbe grün = Sieg
- Hintergrundfarbe rot = Niederlage

(Ergebnisse aus der Sicht Schottlands)
| # | Datum        | Gegner    | Ort     | Stadion                     | Ergebnis |
| - | ------------ | --------- | ------- | --------------------------- | -------- |
| 1 | 14. Mai 1989 | Kantō     | Tokio   |                             | 91:8     |
| 2 | 17. Mai 1989 | Kyūshū    | Fukuoka |                             | 45:0     |
| 3 | 21. Mai 1989 | Japan U23 | Osaka   |                             | 52:25    |
| 4 | 24. Mai 1989 | Kansai    | Nagoya  |                             | 39:12    |
| 5 | 28. Mai 1989 | Japan     | Tokio   | Prinz-Chichibu-Rugbystadion | 24:28    |

## Länderspiel
(nicht als Test Match zählende)
| 28. Mai 1989 14:00 JST | Japan                                                                                                 | 28 : 24        | Schottland                                                                 | Prinz-Chichibu-Rugbystadion, Tokio Zuschauer: 25.000 Schiedsrichter: Les Peard (Wales) |
| 28. Mai 1989 14:00 JST | Versuche: Hayashi Kutsuki Taumoefolau Yamamoto Yoshida Erhöhungen: Yamamoto Straftritte: Yamamoto (2) | (20:6) Bericht | Versuche: Hay Erhöhungen: Oliver Straftritte: Oliver (5) Dropgoals: Wyllie | Prinz-Chichibu-Rugbystadion, Tokio Zuschauer: 25.000 Schiedsrichter: Les Peard (Wales) |